# Джозеф Сивенький
Джозеф Сивенький (англ. Joseph Sywenkyj; нар. 1978) — американсько-український документальний фотограф, фотожурналіст.

## Життєпис
У 2003 році після закінчення Нью-Йоркської школи візуальних мистецтв в Мангеттені (з відзнакою, бакалавр фотографії), приїхав до України як стипендіат програми Фулбрайта.
Працював фотокореспондентом у ЗМІ у Східній Європі та Центральній Азії, Африці, на Близькому Сході та у Північній Америці. Зокрема, висвітлював події Революції гідності. У грудні 2013 року постраждав під час штурму Банкової.
Нині через світлини розповідає про російсько-українську війну. Автор серії фотографій та трьох документальних фільмів «Wounds 360» про поранених українських військовослужбовців, які проходять реабілітацію.
Фотографії виставлялися в багатьох галереях і музеях, а також були опубліковані в Bloomberg Businessweek, Conde Nast Portfolio, Forbes, GQ, Newsweek, The New Yorker, Stern, Time, The New York Times, The New York Times Sunday Magazine тощо.